# Décomposition de Dunford
Ne doit pas être confondu avec la décomposition de Jordan.
En mathématiques, plus précisément en algèbre linéaire, la décomposition de Dunford (ou décomposition de Jordan-Chevalley) s'inscrit dans le contexte de la réduction d'endomorphisme, et prouve que tout endomorphisme u trigonalisable ( semblable à une matrice triangulaire) est la somme d'un endomorphisme diagonalisable d et d'un endomorphisme nilpotent n, les deux endomorphismes d et n commutant et étant uniques.
Cette décomposition a été démontrée une première fois en 1870 par Camille Jordan, puis dans les années 1950 par Claude Chevalley dans le contexte de la théorie des groupes algébriques. Dans le monde francophone, elle est parfois attribuée à tort à Nelson Dunford, dont les travaux sont postérieurs à ceux de Chevalley.
Ce n'est pas une « réduction » dans le sens où elle n'est pas maximale : il est parfois possible de pousser la décomposition en sous-espaces vectoriels stables plus petits.
Elle prend comme hypothèses que l'espace vectoriel est de dimension finie et que le polynôme minimal est scindé, c'est-à-dire qu'il s'exprime comme produit de polynômes du premier degré. Cette seconde hypothèse est toujours vérifiée si le corps est algébriquement clos, comme celui des nombres complexes. Dans le cas où la propriété n'est pas vérifiée, il est possible d'étendre le corps à sa clôture algébrique, et l'espace vectoriel à ce nouveau corps et dans ce contexte d'appliquer la décomposition de Dunford. Par exemple, le corps des nombres réels se voit généralement étendu pour permettre une application de cette décomposition.
Cette décomposition est largement appliquée. Elle permet un calcul matriciel souvent rapide. C'est néanmoins souvent sous la forme de la réduction de Jordan qu'elle est utilisée.

## Théorème
Le théorème de diagonalisabilité permet de déterminer la structure de u quand il admet un polynôme annulateur scindé à racines simples. La décomposition de Dunford s'applique à un cas plus général.
Théorème de la décomposition de Dunford — Un endomorphisme u d'un espace vectoriel de dimension finie admet un polynôme minimal scindé si et seulement s'il peut s'écrire sous la forme u = d + n avec d un endomorphisme diagonalisable et n un endomorphisme nilpotent tels que d et n commutent (c'est-à-dire dn = nd). De plus, d et n sont alors des polynômes en u et sont uniques.

## Cas d'applications
En dimension finie, le théorème de Cayley-Hamilton assure que {\displaystyle \chi _{u}(u)=0} où {\displaystyle \chi _{u}} désigne le polynôme caractéristique de u. Si {\displaystyle \chi _{u}} est scindé alors u est décomposable.
C'est en particulier le cas pour tout endomorphisme d'un espace de dimension finie sur un corps algébriquement clos ({\displaystyle \mathbb {C} } notamment).

## Réduction de Jordan
La décomposition de Dunford, combinée avec la décomposition de Frobenius des endomorphismes nilpotents, permet d'obtenir la réduction de Jordan en dimension finie. En effet, d et n commutent donc les sous-espaces propres de d sont stables par n.
La restriction de n au sous-espace propre admet une matrice formée de blocs de Jordan nilpotents ce qui donne, en ajoutant λIp, des blocs de Jordan pour d + n dans une base adaptée. Ainsi, on obtient une matrice diagonale par blocs formée de blocs de Jordan en utilisant la réunion de ces bases.